# Sokmimir
U nordijskoj mitologiji, Sokmimir (stnord. Søkkmímir) je bio ledeni div. Njegovo ime sadrži ime mudrog diva Mimira. Odin, vrhovni bog nordijskog panteona, ubio je Sokmimira, kako se spominje u Poetskoj edi.